# Sacerdos von Limoges

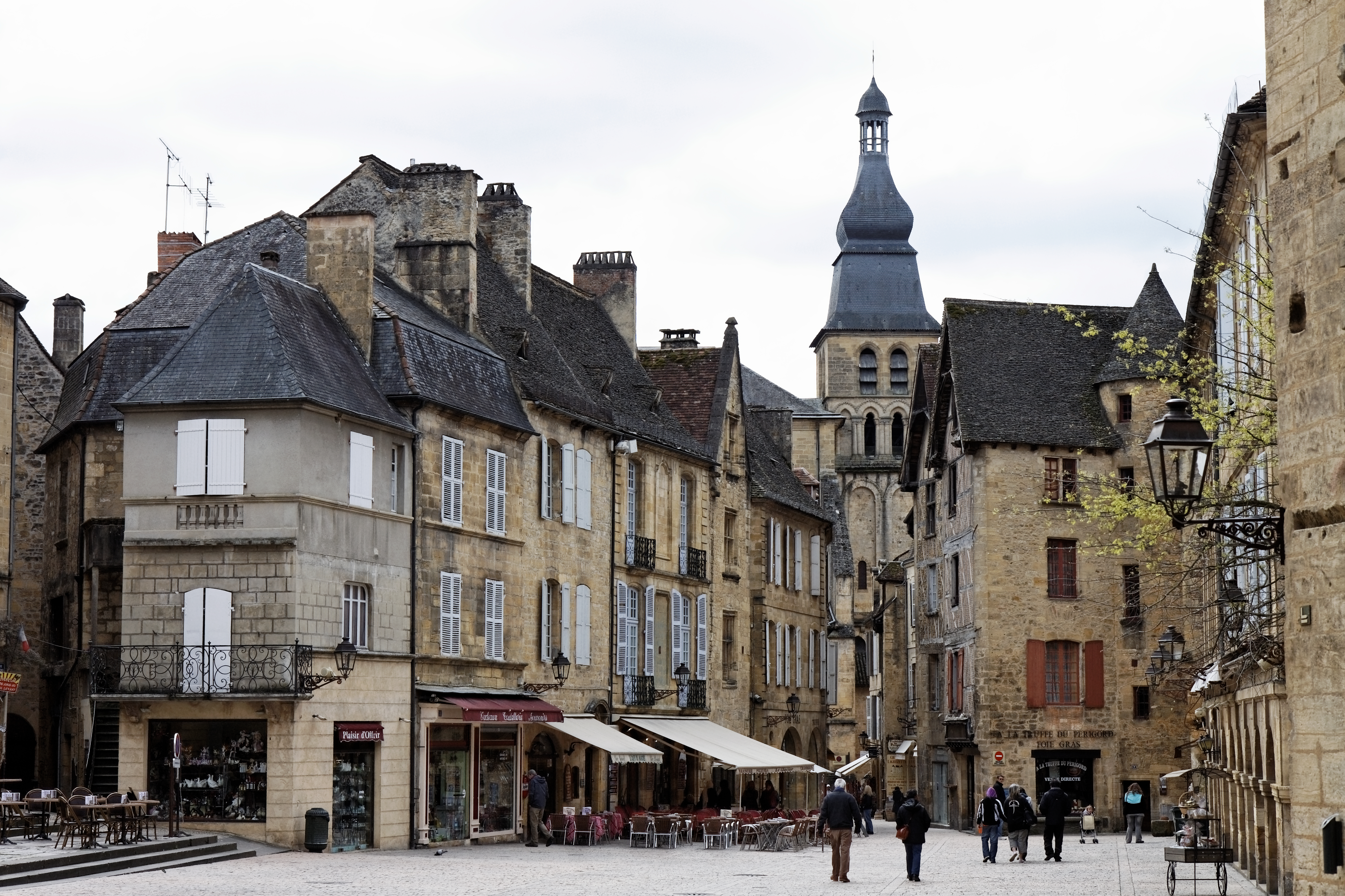
Kathedrale Saint-Sacerdos in der Altstadt von Sarlat-la-Canéda

Sacerdos von Limoges (französisch Saint-Sacerdos, Saint-Sardos etc.; * um 680 in Calviac-en-Périgord; † um 720 in Limoges) war um das Jahr 700 Bischof von Limoges. Nach anderen Quellen gehören seine Lebensdaten in die Zeit um das Jahr 500.

## Vita

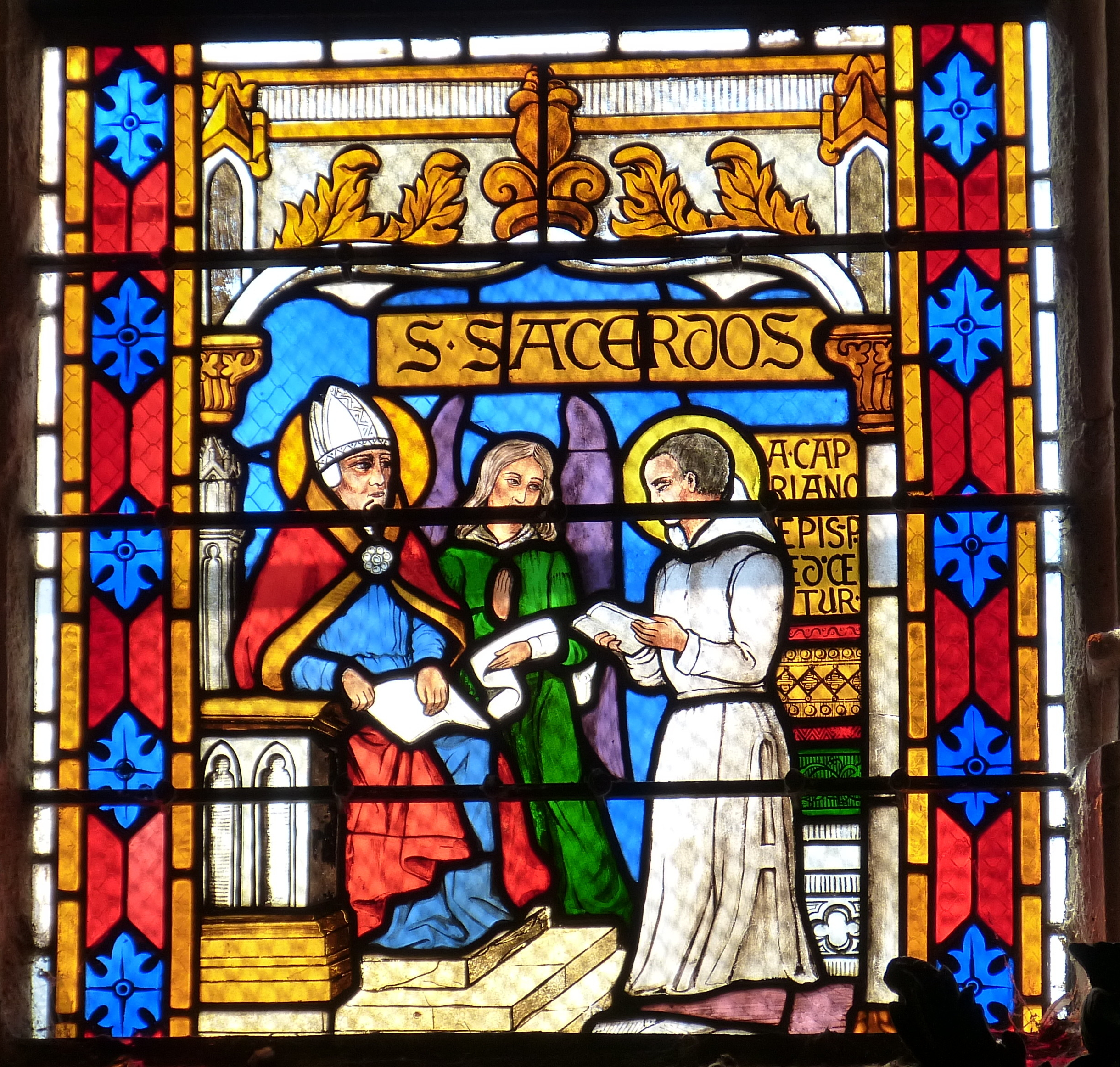
Erziehung des heiligen Sacerdos durch Bischof Capuanus von Cahors – Buntglasfenster in der Kathedrale Saint-Sacerdos-de-Sarlat (Dordogne)

Sacerdos war Sohn christlicher Eltern, die aus Bordeaux stammten; seine Mutter war die ebenfalls als Heilige verehrte Mundana. In Jugendjahren wurde er gemäß der Überlieferung vom Bischof Capuanus von Cahors erzogen. Mit 39 Jahren wurde er Nachfolger eines gewissen Agericus. Er starb um das Jahr 720; beim Anblick seines Leichnams erhielt seine alte Mutter ihr Augenlicht zurück, wurde jedoch kurze Zeit später von den Sarazenen getötet.

## Verehrung
Seine und die Reliquien seiner Mutter wurden in karolingischer Zeit, vielleicht auch später, in die Benediktinerabtei von Sarlat-la-Canéda verbracht, wo eine derart intensive Verehrung begann, dass die Abtei umbenannt wurde. Während der Hugenottenkriege im Jahr 1574 wurden die nunmehrige Kathedrale von Sarlat verwüstet und alle Reliquien zerstreut; später wurden Teile davon wieder aufgefunden und erneut beigesetzt. Vor und während der Französischen Revolution gerieten sie jedoch in Vergessenheit und wurden erst im Jahr 1819 wiederentdeckt.
Die ehemalige Kathedrale von Sarlat und einige wenige Kirchen im Süden Frankreichs sind dem hl. Sacerdos geweiht; auch zwei Orte mit Namen Saint-Sardos sind nach ihm benannt. Sein Gedenktag ist der 5. Mai.

## Darstellung
Mittelalterliche Darstellungen des Heiligen sind nicht bekannt. Auf einigen neuzeitlichen Glasmalereien erscheint er im Bischofsornat.